# Combate de Maipo
El combate de Maipo sucedió en febrero de 1544 en el Río Maipo, en la parte que pasa cerca de Santiago, como parte de la Guerra de Arauco, que enfrentaba a españoles y mapuches.

## Antecedentes
Pedro de Valdivia controlaba las zonas cercanas a Santiago y el valle de Quillota. Cuando recibió refuerzos, decidió avanzar hasta el valle del Cachapoal.
Allí luchó con los indígenas en el combate de Cachapoal, donde, después de la victoria inicial, los mapuches los emboscaron y los españoles se retiraron.
Los indígenas, contentos con la victoria, los siguieron para terminar con los conquistadores. Valdivia, con 50 hombres de caballería, decidió hacerles frente.

## El combate
Los indígenas eran de una cantidad mayor a los que venían a enfrentarlos, pero estos contaban con mayor tecnología y con caballos, que eran muy temidos por los indígenas.
Entonces, la caballería llegó para hacer frente a los mapuches, derrotándolos ampliamente.

## Consecuencias
Esta derrota total hizo que los nativos de esas tierras se fueran de las mismas hacia el sur, destruyendo todo lo que podría servirles a los españoles e incendiando las casas y los cultivos, huyendo al sur del río Maule.
Por eso, el gobernador mandó a Francisco de Villagra y a Francisco de Aguirre para convencer a los indígenas que volviesen a sus tierras. Estos fueron hasta el río Itata y convencieron a una parte de los mismos, ya que vivían en precarias condiciones.